# Yuzhou
Yuzhou (禹州市S, YǔzhōuP) è una città-contea della Cina, situata nella provincia di Henan e amministrata dalla prefettura di Xuchang.